# Denis Oswald
Denis Oswald (født 9. maj 1947 i Neuchâtel, Schweiz) er en schweizisk tidligere roer.
Oswald vandt en bronzemedalje i firer med styrmand ved OL 1968 i Mexico City, sammen med Peter Bolliger, Hugo Waser, Jakob Grob og styrmand Gottlieb Fröhlich. Schweizerne blev nr. 3 i en finale, hvor New Zealand vandt guld, mens Østtyskland fik sølv. Han deltog også ved både OL 1972 i München og OL 1976 i Montreal.
I hele 25 år, fra 1989 til 2014, var Oswald præsident for Det Internationale Roforbund, hvorefter han blev afløst af franskmanden Jean-Christophe Rolland. Efterfølgende forsøgte han at blive valgt som præsident for Den Internationale Olympiske Komité, men tabte valget til tyskeren Thomas Bach.

## OL-medaljer
- 1968:  Bronze i firer med styrmand